# كريم غيدي
كريم غيدي (بالفرنسية: Karim Guédé؛ بالسلوفاكية: Karim Guédé) هو لاعب كرة قدم توغولي وسلوفاكي في مركز الوسط، ولد في 7 يناير 1985 في هامبورغ في ألمانيا. شارك مع منتخب سلوفاكيا لكرة القدم. أما مع النوادي، فقد لعب مع نادي بيترزالكا ونادي سلوفان براتيسلافا ونادي فرايبورغ.

## وصلات خارجية
- الموقع الرسمي
- كريم غيدي على موقع قاعدة بيانات كرة القدم.إي يو (الإنجليزية)
- كريم غيدي على موقع بيانات كرة القدم. دي إي (الألمانية)
- كريم غيدي على موقع ناشيونال فوتبول تيمز (الإنجليزية)
- كريم غيدي على موقع Soccerway.com (الإنجليزية)
- كريم غيدي على موقع عالم كرة القدم.نت (الإنجليزية)
- كريم غيدي على موقع AS.com (الإسبانية)